# هيماتوكريت

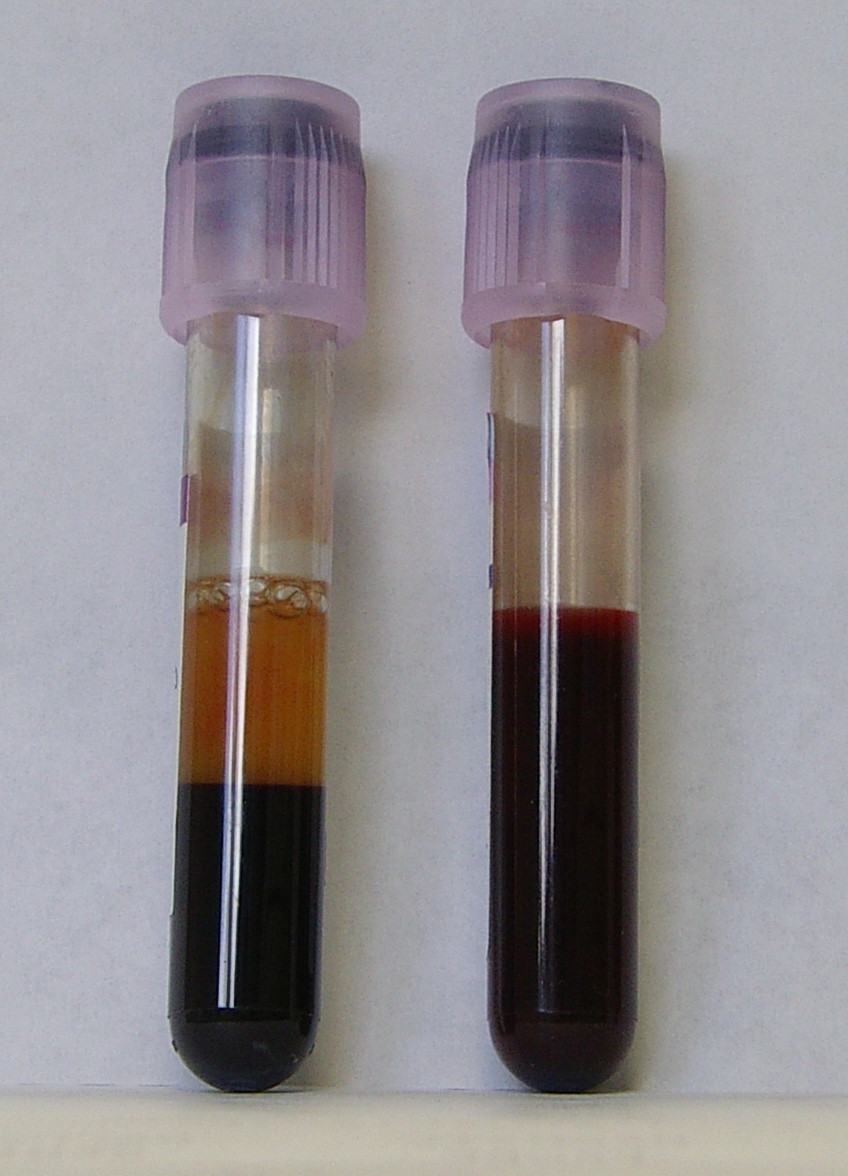
عينتين دم إحداهما سحبت حديثا والأخرى تظهر كريات الدم الحمراء المترسبة.

الهيماتوكريت أو حجم الخلايا المكدسة (بالإنجليزية: Haematocrit)‏ أو مكداس الدم أو فارزة الدم وتعني هيماتوكريت في اللاتينية فصل الدم أو عزل الخلايا والمقصود بهذا المصطلح الراسب الدموي أو النسبة المئوية لحجم خلايا الدم الحمراء من إجمالي حجم الدم. ويكون بالوضع الطبيعي حوالي 47% عند الرجال وحوالي 42% عند النساء وعند الأطفال فهي حوالي 36% حتى 44%. ويعتبر هذا الفحص من الفحوص المرافقة دائما لأي عد دموي شامل (فحص الدم)، إضافة إلى تركيز الهيموغلوبين (خضاب الدم) وتعداد كريات الدم البيضاء والصفائح الدموية، ولأن وظيفة خلايا الدم الحمراء نقل الأكسجين من الرئتين إلى أنسجة الجسم فإن نتيجة هذا الفحص (تكدس الدم) تعتبر دلالة على قدرة الدم على أداء تلك الوظيفة، كذلك فإن نتائج هذا الفحص قد تشير إلى عدة أمراض يعاني منها الشخص فمثلا المستويات المنخفضة غير الاعتيادية لتكدس الدم قد تشير إلى مرض فقر الدم، وكذلك المستويات المرتفعة غير الاعتيادية قد تشير لمرض ال(Polycythemia)، وحالة مثل فقر الدم لا تشخص إلا من خلال هذا الفحص، علماً أن كلتا الحالتين خطيرتين ومهددتين للحياة.
| الشخص  | القيمة الدنيا | القيمة الوسطى | القيمة العليا |
| ------ | ------------- | ------------- | ------------- |
| الرجل  | 40%           | 47%           | 54%           |
| المرأة | 37%           | 40%           | 47%           |
| الطفل  | 36%           | 40%           | 44%           |

## أصل التسمية
اللاتينية: تأتي الكلمة من الأصل اليوناني القديم، حيث أنHematocrit تنقسم لجزئين (Haima) وتعني الدم و(kritēs) وتعني الحكم، وعند جمع الجزئين معا تعني كلمة Hematocrit: الفصل.، صيغت عن طريق (Magnus Blix) في (Uppsala) عام 1891 على شكل (haematokrit).
العربية: الكدس حسب المعجم الوسيط هو جعل الشيء بعضه على بعض، وهذا ما يحدث خلال الفحص حيث يتم فصل أجزاء الدم فوق بعضها بعضا.

## طريقة القياس

حجم الخلايا المتكدسة

من خلال أجهزة المختبر المتطورة يتم إجراء هذا الفحص من خلال جهاز التحليل الآلي (Auto analyzer) وليس بطريقة مباشرة، يتم تحديده من خلال ضرب تعداد خلايا الدم الحمراء بالحَجْم الكُرَيوِيُّ الوَسَطِيّ (Mean Cell Volume). يعتبر هذا الفحص أكثر دقة، لاحتوائه على كميات قليلة من بلازما الدم ضمن خلايا الدم الحمراء المكدسة، ويمكن حساب قيمة تكدس الدم المئوية من خلال ضرب تركيز الهيموغلوبين والذي يكون بوحدة غرام\ديسيلتر بالعدد 3 مع إسقاط الوحد بالتركيز.
يمكن قياس حجم خلايا الدم الحمراء المكدسة (PCV) من خلال الطرد المركزي للدم المعالج بالهيبارين (مميع) الموضوع بوعاء شعري (يدعى أحيانا وعاء التكدس المكروي) على سرعة 10,000 دورة بالدقيقة ولمدة 5 دقائق، وبذلك يتم فصل الدم إلى عدة طبقات وتقاس النسبة المئوية لحجم الخلايا المكدسة من خلال قسمة طولها في الوعاء على الطول الكلي للطبقات. هناك طرق أخرى لإجراء الفحص مثل قياس الطيف الضوئي (Spectrophotometry)، من خلال قياس الطيف التفريقي حيث يتم تعريض عينة دم تمر خلال وعاء ذو عيار صغير جداً لأشعة من مختلف الأطوال الموجية واعتماداً على اختلاف امتصاصية مكونات الدم للأشعة يتم رسم علاقة خطية تستخدم لحساب حجم الخلايا المكدسة، علماً بأن الهيموغلوبين بنوعيه المؤكسد والغير مؤكسد يمتص الأشعة عند طول موجي متساوٍ تقريباً.
الأعراض الجانبية للفحص تتعلق بكونه يتضمن سحب الدم من الحالات، وبالتالي يحتمل أن تنزف بعض الحالات بشكل زائد عن الطبيعي، حالات الإغماء والورم الدموي تحت الجلد والالتهاب كذلك تعتبر أعراض جانبية محتملة كذلك.
من المعروف أن الفحص يستخدم لتشخيص عدة حالات مرضية، لكن أحياناً قد يفشل في ذلك; لأن الفحص يقيس تركيز خلايا الدم من خلال الحجم ولا يأخذ بالحسبان كتلة خلايا الدم الحمراء، وبالتالي التغير بالكتلة عند الحالة قد يعطي قراءة مغلوطة للفحص أو أحيانا لا يتم اكتشاف وجود خلل في الكتلة من خلال الفحص، وكذلك في بعض الأحيان يسحب الدم (من غير قصد) من داخل وريد يحتوي على خلايا مكدسة وسوائل أخرى. في الحالات السابقة لن تمثل النتيجة النسبة الحقيقية لمستويات الهيموغلوبين الموجودة في الجسم، وبالتالي ستؤثر السوائل التي يزود بها الجسم على الفحص، فلو تم تزويد المريض بالدم، ستكون نتيجة الفحص عالية ولو تم تزويده بمحلول ملحي ستكون النتيجة منخفضة.

## مستويات
تتراوح نتيجة الفحص اعتمادًا على العوامل المؤثرة في تعداد خلايا الدم الحمراء، مثل العمر والجنس. تدل نتيجة الفحص العالية نسبيا بشكل عام على قدرة العينة على نقل الدم، وبالتالي يمكن القول بأن هناك درجة مثالية لنتيجة هذا الفحص وهناك مجموعة من الأبحاث المتعلقة بهذا الأمر.
كما ذكر سابقاً تشير مستويات الفحص إلى الحالة الصحية للإنسان ولذلك استخدامات الفحص تكون تشخيصية بالغالب، وأحيانا تجرى قبل العمليات الجراحية، ويمكن القول كذلك أن الحالات الصحية المرتبطة بهذا الفحص ترتبط بنفس الطريقة بفحص مستويات الهيموغلوبين بالدم.
عندما ينتقل الدم من الشريينات إلى الأوعية الشعرية، سيحدث تغير في الضغط داخل الشريينات وللحفاظ على الضغط داخل الشريين، تتفرع الأوعية الشعرية إلى شبكة من القنوات الصغيرة التي تنقل الدم للورييدات (venules) وهذا ما يعرف دوران الأوعية الدقيقة (Microcirculation)، خلال هذا النوع من الدوران سيحدث تغير كبير بمستوى تكدس الدم وهذا ما يعرف بأثر فاريو (the Fahraeus effect). وبناءً على ذلك يوجد ما يعرف بتكدس دم الأوعية الدموية الصغيرة (Feed Hematocrit Hf) وتكدس دم الأوعية الشعرية (Tube Hematocrit Ht) وتكدس الدم الخارج الأوعية الشعرية نحو الورييدات (Discharge Hematocrit Hd).
الأوعية الدموية الكبيرة تمتلك مستوى منخفض من تكدس الدم وتتميز بمستوى لزوجة منخفض بشكل كبير، وبناءً على هذا تمتلك خلايا الدم في تلك الأوعية طاقة عالية، بينما في الأوعية الدقيقة تكون اللزوجة عالية جداً، وبزيادة ما يعرف بإجهاد القص على جدار الوعاء تستخدم الطاقة لتحريك الخلايا.

## العوامل التي تؤثر على قيمة الهيماتوكريت
يمكن أن تتأثر قيمة الهيماتوكريت بسبب عوامل قد تكون مرضية أحيانا وطبيعية في حالات أخرى، فمثلا:
- يقل تركيز كريات الدم الحمراء في الدم في بعض الحالات المرضية كما هو الحال في مرض فقر الدم كذلك في مرض سرطان الدم وبالتالي تقل قيمة الهيماتوكريت عن الحد الطبيعي.
- أثناء الحمل يقل عدد كريات الدم الحمراء وبالتالي تنخفض قيمة الهيماتوكريت.
- تكون قيمة الهيماتوكريت مرتفعة قليلا عن البشر الذين يعيشون في المرتفعات.
- كذلك ترتفع هذه القيمة في بعض الحلات المرضية كالجفاف أو في حالات الحروق الشديدة وكذلك احمرار الدم وذلك بسبب فقدان الدم للبلازما أو بسبب ارتفاع عدد كريات الدم الحمراء فوق معدلها الطبيعي.

## أهمية قيمة الهيماتوكريت
يعتبر تحديد قيمة الهيماتوكريت مهم لتشخيص بعض الأمراض، وأيضا لتحديد سلوك كريات الدم الحمراء.

## علاقات قوى القص (Shearing Rate)
تعتبر العلاقة بين قوى القص وتكدس الدم واللزوجة من الأمور المهمة في دراسة سلوك الدم، نظرًا لأن الدم لا يتبع قوانين نيوتن، فإن لزوجة الدم ترتبط بتكدس الدم، وتعتبر واحدة من عوامل القص. يعد هذا الأمر ضروريًا لتحديد قوى القص، حيث إن مستوى تكدس الدم المنخفض يشير إلى الحاجة لوجود قوى أخرى تدفع الخلايا. يُعرّف معدل القص بأنه المعدل الذي تتحرك به الطبقات المجاورة لبعضها بعضا.
ومن المعروف أن بلازما الدم تتمتع بلزوجة أكبر من المكون الخلوي للدم، وبما أن خلايا الدم قادرة على تغيير شكلها وفقًا لقطر الوعاء الذي تحويه، فإن معدل القص يعتمد بشكل أساسي على هذه الخلايا.

### ارتفاع مستوى تكدس الدم
بشكل عام يرتفع مستوى تكدس الدم في المرتفعات وعلى مستوى البحر خلال مرحلة نمو الطفل. وهنا مجموعة من الحالات الصحية وبعض الآثار المرتبطة بارتفاع مستوى تكدس الدم:
- انخفاض مستويات بلازما الدم.[6]
- الجفاف.[16]
- انقطاع النفس النومي (Sleep apnea) .
- في حالات حمى الضنك، يعتبر مستوى تكدس الدم المرتفع دليلاً على تزايد الخطر بالإصابة بمتلازمة صدمة حمى الضنك، تركز الدم يمكن أن يتم الكشف عنه من خلال صعود في مستوى تكدس الدم بما يقارب 20% قبل الصدمة بوقت قصير، وينصح للاكتشاف المبكر لحمى الضنك إبقاء مستويات تكدس الدم تحت المراقبة كل 24 ساعة وفي حالات وجود خطر الإصابة بالصدمة تتم المراقبة كل 3-4 ساعات.[22]
- ارتفاع الحمر الحقيقية (Polycythemia vera PV) : وهو متلازمة ارتفاع نقية ينتج فيها نخاع العظم عدداً زائداً عن الحاجة من خلايا الدم الحمراء.
- الداء الرئوي المسد المزمن (Chronic obstructive pulmonary disease) والحالات الرئوية الأخرى المرتبطة بنقص التأكسج والتي تؤدي إلى زيادة إنتاج خلايا الدم الحمراء والذي يتخلله زيادة إنتاج هرمون الإريثروبويتين (erythropoietin) من قبل الكليتين كرد فعل على نقص التأكسج.
- يقاس تكدس الدم عند الرياضيين المحترفين كجزء من اختبار استعمال الإريثروبويتين (للكشف عن محاولة التلاعب من خلال زيادة عدد خلايا الدم الحمراء)، حيث يقارن مستوى تكدس الدم من عينة بمستوى تكدس الدم عند الرياضي على المدى الطويل (للسماح بوجود تنوع من مستويات التكدس خلال الزمن) وكذلك بمقابل أقصى مستوى مسموح به بناءً على السكان وكذلك بناء على المستويات التي ينجم عنها خطر الإصابة بجلطات الدم التي ينجم عنها السكتات الدماغية والنوبات القلبية.
- الستيرُويدٌ الأبْتِنائِيّة ترتبط كذلك بارتفاع تعداد خلايا الدم الحمراء، وبالتالي ارتفاع مستوى التكدس خاصة مركبات البولدونون والأوكسيتونون (أنواع من الستيرويدات الابتنائية).
- متلازمة التسرب الشعيري تؤدي كذلك إلى ارتفاع في مستويات التكدس، وذلك بسبب تسرب كميات كبيرة من بلازما الدم إلى خارج الدورة الدموية.
- أشارت دراسة مسح سريري بين عامي 1966-1980 إلى أن مستوى التكدس يتأثر بالعوامل الاجتماعية حيث أشارت إلى ارتفاعه عند البالغين من الذكور والإناث الذين حصلوا على زيادة في دخلهم السنوي، إضافة إلى أن ارتفاع التكدس عند الأطفال الذين يكون والديهم متعلمين.[23]

### انخفاض مستوى تكدس الدم
كذلك انخفاض مستوى التكدس له الأسباب والآثار التالية:
- يشير انخفاض التكدس إلى تعداد منخفض لخلايا الدم الحمراء وبالتالي انخفاض القدرة على إيصال الأوكسجين والحل الوحيد لمعالجة ذلك هو نقل الدم، وبعد عملية نقل الدم يتم وضع الحالة تحت المراقبة للتأكد من ضرورية نقل الدم وسلامة المريض.[24]
- يرتفع مستوى التكدس مع مرور الوقت عند العيش في الأماكن المرتفعة.[25]
- تزامن انخفاض مستوى التكدس مع انخفاض الحجم الكروي الوسطي (mean corpuscular volume) ومع ارتفاع مدى توزع خلايا الدم الحمراء قد يشير إلى نقص مزمن من الحديد الأمر الذي يؤدي إلى تصنيع هيموغلوبين غير طبيعي أثناء تكوين خلايا الدم الحمراء، يشار إلى أن الحجم الوسطي لكريات الدم ومدى توزعها يقيمان انخفاض تكدس الدم وإن كان هذا الانخفاض مزمن أو وجيز، على الرغم من هذا فقدان الدم لن يؤثر في قيم التكدس كون التكدس هو نسبة الكريات الحمراء من حجم الدم نفسه.
- انخفاض مستوى التكدس قد يشير إلى سرطان الدم[26]، فعندما لا يستطيع نخاع العظم تكوين كمية كافية من الكريات الحمراء بالتالي ستنخفض قيم التكدس وهكذا يشخص التكدس لمرض الابيضاض النخاعي الحاد[27]،وكذلك قد يشير انخفاض التكدس إلى حالات أخرى كالتسمم بالماء، النزيف، فقر الدم وسوء التغذية.[16]
- الحمل كما هو معلوم يؤدي إلى زيادة سوائل المرأة الحامل وبالتالي سيحدث انخفاض طفيف في مستوى التكدس.[28] تكدس الدم (Hematocrit)

## مثال حسابي
| المتغير                  | الوحدات                                  | الوحدات المقبولة                         | تحويل الوحدات   |
| ------------------------ | ---------------------------------------- | ---------------------------------------- | --------------- |
| هيماتوكريت               | 40%                                      |                                          |                 |
| هيموغلوبين               | 100 غرام/لتر                             | 10 غرام/ديسيلتر                          | (ديسي هي 1-10)  |
| كريات الدم الحمراء       | 1012 {\displaystyle \times } 5 خلايا/لتر | 1012 {\displaystyle \times } 5 خلايا/لتر |                 |
| الحجم الكريوي الوسطي     | 10-14 {\displaystyle \times } 8 لتر/خلية | 80 فمتولتر/خلية                          | (فمتو هي 15-10) |
| هيموغلوبين الكرية الوسطي | 10-11 {\displaystyle \times } 2 لتر/خلية | 20 بيكوغرام/خلية                         | (بيكو هي 12-10) |